# 팔마노바

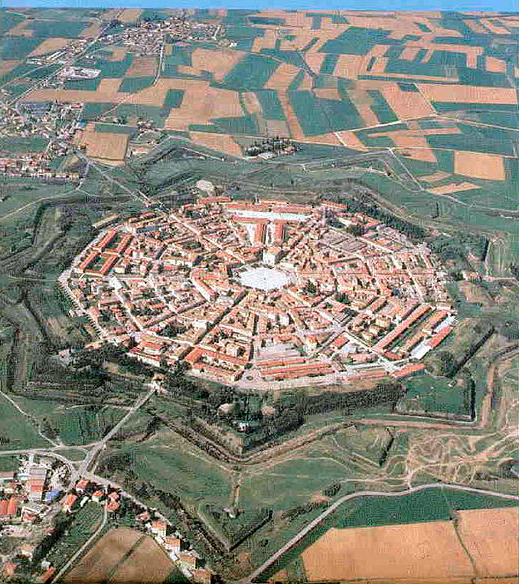

팔마노바(Palmanova, 프리울리어: Palme)는 이탈리아 북동부 프리울리베네치아줄리아주 우디네도 지방분권단체의 도시이자 코무네(자치단체)이다. 이 마을은 1593년 베네치아 공화국이 건설한 후기 르네상스 별 요새의 예이다.
요새는 16~17세기 16~17세기 베네치아 방어시설 : 스타토 다 테라 - 서부 스타토 다 마르의 일부로 유네스코 세계문화유산 목록에 포함되었다. 팔마노바는 이탈리아의 가장 아름다운 마을 가운데 한 곳이다.

## 자매도시
- 체코공화국 테레진
- 슬로바키아 노베잠키